# Max Mell

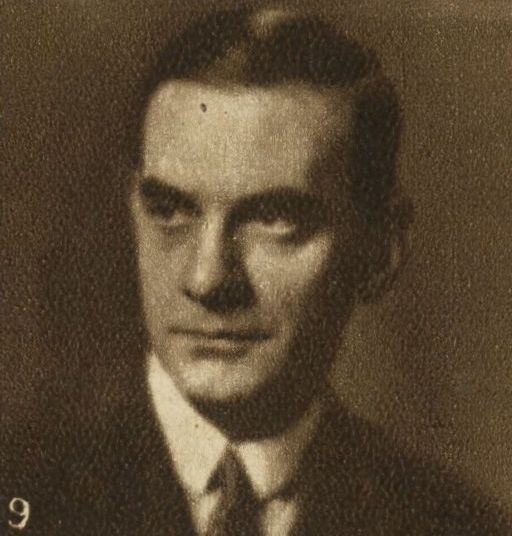
Max Mell, um 1934

Max Mell (* 10. November 1882 in Marburg an der Drau, Herzogtum Steiermark, Österreich-Ungarn; † 12. Dezember 1971 in Wien) war ein österreichischer Dichter.

## Leben

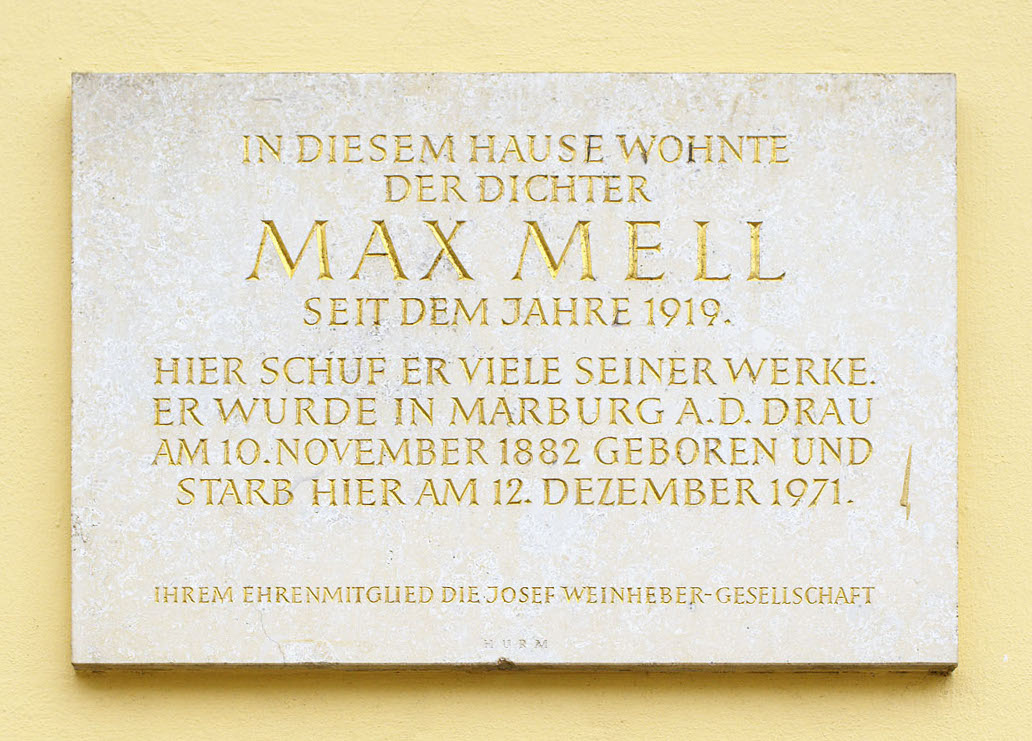
Max Mell Gedenktafel an seinem Wohn- und Sterbehaus, Wien 13. Gestiftet von der Josef Weinheber Gesellschaft für ihr Ehrenmitglied

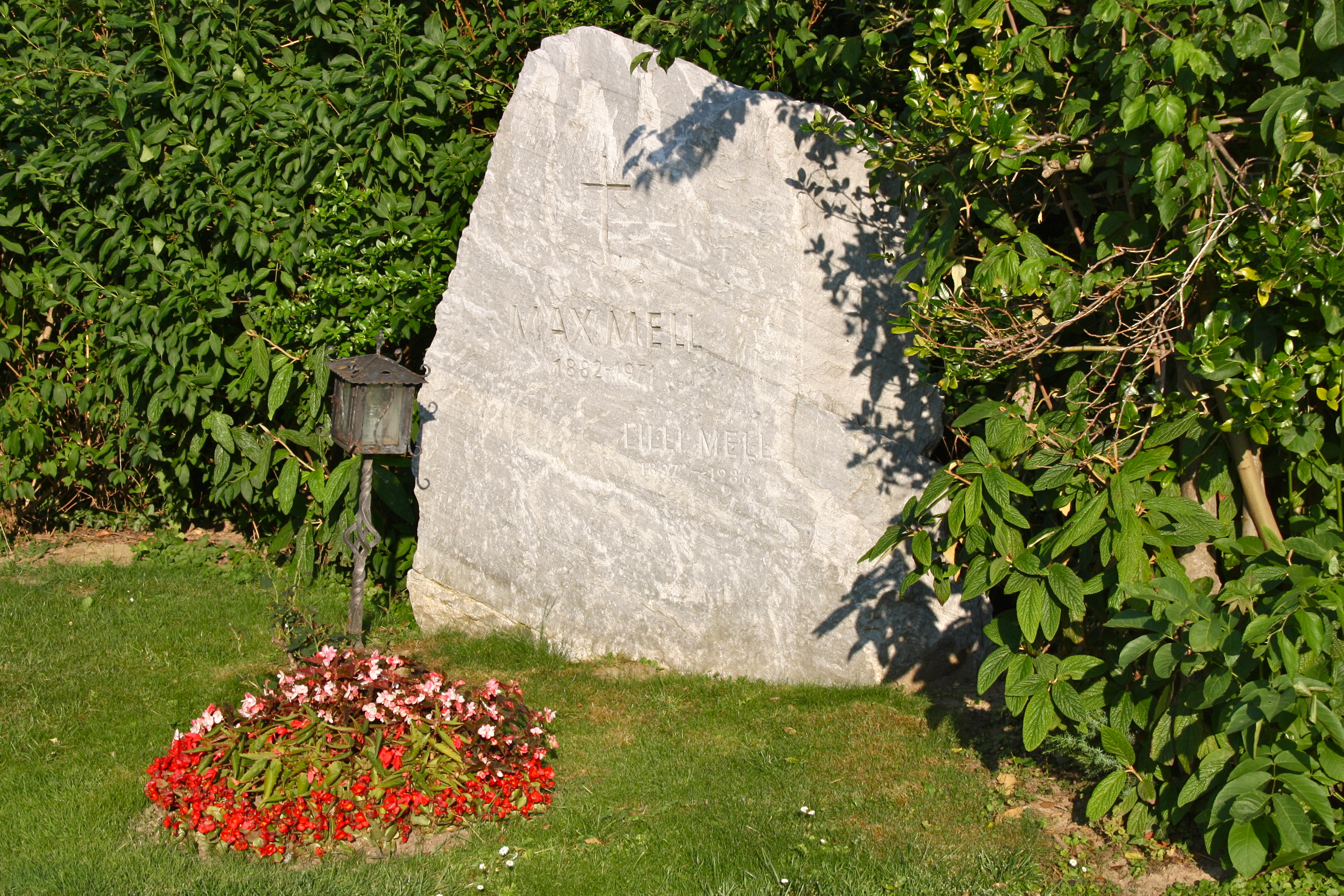
Grabstätte von Max Mell

Max Mell war der Sohn des Juristen Alexander Mell und dessen Ehefrau Marie Rocek. Die spätere Burgschauspielerin Mary Mell war seine Schwester. Sein Schwager war der Maler und Bühnenbildner Alexander Demetrius Goltz.
Bereits mit vier Jahren kam Mell 1886 nach Wien, wo sein Vater die Leitung eines Blindenheims übernommen hatte.
Nach einer humanistischen Schulbildung am heutigen Gymnasium Kundmanngasse studierte Mell Germanistik und Kunstgeschichte an der Universität Wien. Dieses Studium schloss er 1905 mit einer Dissertation über Wilhelm Waiblinger ab. Bereits während seines Studiums debütierte Mell mit Gedichten. Sein erster publizierter Text erschien 1901 in der Wiener Zeitung.
Mell gehörte keinem literarischen Zirkel an und initiierte keine eigene „Schule“. Befreundet war er mit Felix Braun, Hans Carossa, Hugo von Hofmannsthal (langer Briefwechsel) und Anton Wildgans.
Ab 1916 machte Mell den Ersten Weltkrieg als Einjährig-Freiwilliger mit und erlebte anschließend den Zusammenbruch, was ihn stark prägte. Auf Anregung von Viktor von Geramb beschäftigte er sich mit Fest- und Volksschauspielen und erhielt dadurch Anregungen für die eigene literarische Produktion, die Mysterienhaftes mit ausgesprochen Realistischem verknüpfte.
Mell war in den 1930er Jahren ein Anhänger des Austrofaschismus. 1933 trat er mit anderen österreichischen Autoren demonstrativ aus dem P.E.N.-Club aus, da dieser die Bücherverbrennung im Mai 1933 in Deutschland verurteilt hatte, und bekannte sich dadurch zum nationalen Lager. Er avancierte in der Folge 1937 zum Präsidenten des in der Verbotszeit NS-nahen „Bundes deutscher Schriftsteller Österreichs“ und publizierte nach dem „Anschluss Österreichs“ in diversen NS-Anthologien wie dem „Bekenntnisbuch österreichischer Dichter“ 1938, das den „Anschluss“ begeistert begrüßte.
Mells Verhältnis zum Nationalsozialismus ist jedoch ambivalent zu beurteilen: Die ihm angetragene Leitung der Reichsschrifttumskammer Wien lehnte er ab. 1940 erließ Joseph Goebbels ein Aufführungsverbot für Mells Drama Das Spiel von den deutschen Ahnen sowie im Folgejahr für Sieben gegen Theben. Goebbels widersetzte sich 1940 auch der Zuerkennung des Grillparzer-Preises an Max Mell; nach Fürsprache des Literaturwissenschaftlers Josef Nadler erhielt Mell den Preis schließlich doch. Mell beantragte am 20. Februar 1940 die Aufnahme in die NSDAP, jedoch zog er seinen Aufnahmeantrag am 19. Februar 1942 zurück, als ihm schon eine Mitgliedsnummer und -karte mit Aufnahmedatum 1. Juni 1940 bewilligt war, so dass die Parteimitgliedschaft nicht in Kraft trat. Er unterhielt jedoch weiterhin ein gutes Verhältnis zum Gauleiter Baldur von Schirach, der ihm auch den Ehrenring der Stadt Wien anlässlich seines 60. Geburtstags verlieh. Noch 1944 publizierte er im nationalsozialistischen Bozner Tagblatt. Nach Kriegsende wurde Mell von der Registrierungspflicht im Zuge der Entnazifizierung befreit, da er in einem Ansuchen behauptete, dass er die NSDAP-Abzeichen nur als Schutz vor Anfeindungen getragen und etwa den Schriftstellerkollegen Wladimir Hartlieb vor Verfolgung bewahrt sowie der 87-jährigen Baronin Gabriele Oppenheimer bei der Ausreise geholfen habe. Beides konnte er durch Briefe von Hartlieb und Oppenheimer aus dem Jahr 1942 belegen.
Nach 1945 wurde er zu einem der prominentesten Vertreter der katholischen Dichtung in Österreich.
Im 13. Wiener Gemeindebezirk wurde 1985 im Bezirksteil Hacking an der Erzbischofgasse der Max-Mell-Park nach ihm benannt. 2013 wurde im Forschungsbericht Straßennamen Wiens seit 1860 als politische Erinnerungsorte Mells nationalsozialistische Einstellung thematisiert (siehe hier, S. 202).
In Graz-Geidorf gab es eine Max-Mell-Allee (u. a. Adresse des Universitäts-Sportzentrums)⊙. Eine Kommission der Stadt Graz hat 2018 die dortige Max-Mell-Allee als historisch höchst bedenklich eingestuft. 2022 wurde entschieden, die Max-Mell-Allee in Oktavia-Aigner-Rollet-Allee umzubenennen. Sie war eine der ersten Frauen, welche in Graz ein Medizin-Studium abschloss.
Max Mells letzte Ruhestätte befindet sich auf dem Wiener Zentralfriedhof (Gruppe 32C, Nummer 58) in einem Ehrengrab der Stadt Wien.

## Auszeichnungen
- 1914 Bauernfeld-Preis
- 1927 Literaturpreis der Stadt Wien
- 1929 Grillparzer-Preis
- 1929 Heidelberger Dramatikerpreis
- 1935 Burgtheater-Ring
- 1937 Wolfgang-Amadeus-Mozart-Preis der Goethe-Stiftung
- 1940 Grillparzer-Preis
- 1942 Ehrenring der Stadt Wien
- 1951 Peter-Rosegger-Preis
- 1954 Großer Österreichischer Staatspreis für Literatur
- 1956 Ehrenmitglied der Österreichischen Akademie der Wissenschaften
- 1957 Adalbert-Stifter-Medaille
- 1959 Österreichisches Ehrenzeichen für Wissenschaft und Kunst
- Grillparzer-Ring

## Werke (in Auswahl)

### Lyrik
- Das bekränzte Jahr, 1911
- Gedichte, 1919
- Gedichte, 1929

### Erzählungen und Novellen
- Lateinische Erzählungen, 1904
- Die drei Grazien des Traumes, 1906
- Jägerhaussage und andere Novellen, 1910
- Barbara Naderers Viehstand, 1914
- Die Brille, 1916
- Hans Hochgedacht und sein Weib, 1920
- Die Osterfeier, Novelle in Versen, 1921
- Morgenwege, Erzählungen und Legenden, 1924
- Mein Bruder und ich, 1933
- Das Donauweibchen, 1938
- Adelbert Stifter, 1939
- Steirischer Lobgesang, 1939

### Theaterstücke
- Wiener Kripperl von 1919, 1921
- Das Schutzengelspiel, 1923
- Das Apostelspiel, 1925
- Das Nachfolge-Christi-Spiel, 1927
- Sieben gegen Theben, 1931
- Das Spiel von den deutschen Ahnen, 1935
- Der Nibelungen Not, 1944
- Jeanne d’Arc, 1956

### Filmografie
- Cordula, 1950
- Frühlingsstimmen, 1951
- Das Apostelspiel (TV), 1954
- Jeanne d’Arc (TV), 1959
- Das Apostelspiel (TV), 1959
- De apostelen (TV), 1963
- Das Apostelspiel (TV), 1963
- Das Apostelspiel (TV), 1965

### Als Herausgeber
- Heldentaten der Deutschmeister 1697–1914. Insel Verlag, Leipzig 1915 (= Österreichische Bibliothek. Band 2)
- Die österreichischen Lande im Gedicht. Insel Verlag, Leipzig 1915 (= Österreichische Bibliothek. Band 14).